# Itália nos Jogos Olímpicos de Verão de 2024
Itália participou dos Jogos Olímpicos de Verão de 2024, realizados em Paris, na França. Foi a 29.ª aparição do país nos Jogos Olímpicos de Verão desde a estreia na primeira edição, em Atenas 1896, sendo representado por 402 atletas que competiram em 30 esportes.
Com 40 medalhas conquistadas, sendo 12 de ouro, 13 de prata e 15 de bronze, o país finalizou os Jogos em nono lugar no quadro geral de medalhas. A natação foi o esporte mais bem-sucedido da delegação tanto em total de medalhas (7) quanto em medalhas de ouro com duas (empatado com a vela), sendo que dos 12 ouros totais dez foram obtidos em esportes distintos. Sete esportistas conquistaram mais de uma medalha nos Jogos: Alice D'Amato e Manila Esposito na ginástica, Thomas Ceccon e Gregorio Paltrinieri na natação, Filippo Ganna e Simone Consonni no ciclismo e Filippo Macchi na esgrima.

## Medalhas
| Atleta | Esporte             | Evento                              | Medalha |
| --- | ------------------- | ----------------------------------- | ------- |
| Nicolò Martinenghi | Natação             | 100 m peito masculino               | Ouro    |
| Thomas Ceccon | Natação             | 100 m costas masculino              | Ouro    |
| Rossella Fiamingo Giulia Rizzi Alberta Santuccio Mara Navarria | Esgrima             | Espada por equipes feminino         | Ouro    |
| Giovanni De Gennaro | Canoagem            | Slalom K-1 masculino                | Ouro    |
| Alice Bellandi | Judô                | Até 78 kg feminino                  | Ouro    |
| Marta Maggetti | Vela                | IQFoil feminino                     | Ouro    |
| Sara Errani Jasmine Paolini | Tênis               | Duplas femininas                    | Ouro    |
| Alice D'Amato | Ginástica artística | Trave                               | Ouro    |
| Gabriele Rossetti Diana Bacosi | Tiro                | Skeet misto por equipes             | Ouro    |
| Ruggero Tita Caterina Banti | Vela                | Nacra 17                            | Ouro    |
| Chiara Consonni Vittoria Guazzini | Ciclismo            | Madison feminino                    | Ouro    |
| - Marina Lubian Carlotta Cambi Ilaria Spirito Monica De Gennaro Alessia Orro Caterina Bosetti Anna Danesi Myriam Sylla Paola Egonu Sarah Fahr Loveth Omoruyi Ekaterina Antropova Gaia Giovannini | Voleibol            | Feminino                            | Ouro    |
| Filippo Ganna | Ciclismo            | Estrada contra o relógio masculino  | Prata   |
| Federico Nilo Maldini | Tiro                | Pistola de ar 10 m masculino        | Prata   |
| Filippo Macchi | Esgrima             | Florete individual masculino        | Prata   |
| Angela Andreoli Alice D'Amato Manila Esposito Elisa Iorio Giorgia Villa | Ginástica artística | Equipes femininas                   | Prata   |
| Luca Chiumento Luca Rambaldi Giacomo Gentili Andrea Panizza | Remo                | Skiff quádruplo masculino           | Prata   |
| Silvana Stanco | Tiro                | Fossa olímpica feminino             | Prata   |
| Arianna Errigo Martina Favaretto Francesca Palumbo Alice Volpi | Esgrima             | Florete por equipes feminino        | Prata   |
| Stefano Oppo Gabriel Soares | Remo                | Skiff duplo leve masculino          | Prata   |
| Gregorio Paltrinieri | Natação             | 1500 m livre masculino              | Prata   |
| Guillaume Bianchi Alessio Foconi Filippo Macchi Tommaso Marini | Esgrima             | Florete por equipes masculino       | Prata   |
| Gabriele Casadei Carlo Tacchini | Canoagem            | C-2 500 m masculino                 | Prata   |
| Nadia Battocletti | Atletismo           | 10000 m feminino                    | Prata   |
| Simone Consonni Elia Viviani | Ciclismo            | Madison masculino                   | Prata   |
| Luigi Samele | Esgrima             | Sabre individual masculino          | Bronze  |
| Alessandro Miressi Thomas Ceccon Paolo Conte Bonin Manuel Frigo Leonardo Deplano Lorenzo Zazzeri                                                                                                 | Natação             | Revezamento 4x100 m livre masculino | Bronze  |
| Paolo Monna | Tiro                | Pistola de ar 10 m masculino        | Bronze  |
| Gregorio Paltrinieri | Natação             | 800 m livre masculino               | Bronze  |
| Lorenzo Musetti | Tênis               | Simples masculino                   | Bronze  |
| Manila Esposito | Ginástica artística | Trave                               | Bronze  |
| Mattia Furlani | Atletismo           | Salto em distância masculino        | Bronze  |
| Simone Consonni Filippo Ganna Francesco Lamon Jonathan Milan | Ciclismo            | Perseguição por equipes masculino   | Bronze  |
| Ginevra Taddeucci | Natação             | 10 km feminino                      | Bronze  |
| Antonino Pizzolato | Halterofilismo      | Até 89 kg masculino                 | Bronze  |
| Sofia Raffaeli | Ginástica rítmica   | Individual geral                    | Bronze  |
| Simone Alessio | Taekwondo           | Até 80 kg masculino                 | Bronze  |
| Andy Díaz | Atletismo           | Salto triplo masculino              | Bronze  |
| Martina Centofanti Agnese Duranti Alessia Maurelli Daniela Mogurean Laura Paris | Ginástica rítmica   | Grupos                              | Bronze  |
| Giorgio Malan | Pentatlo moderno    | Masculino                           | Bronze  |

## Competidores
Esta foi a participação por modalidade nesta edição:
| Esporte            | Masculino | Feminino | Total |
| ------------------ | --------- | -------- | ----- |
| Atletismo          | 42        | 40       | 82    |
| Badminton          | 1         | 0        | 1     |
| Boxe               | 3         | 5        | 8     |
| Breaking           | 0         | 1        | 1     |
| Canoagem           | 5         | 2        | 7     |
| Ciclismo           | 12        | 13       | 25    |
| Escalada esportiva | 1         | 3        | 4     |
| Esgrima            | 12        | 12       | 24    |
| Ginástica          | 5         | 12       | 17    |
| Golfe              | 2         | 1        | 3     |
| Halterofilismo     | 2         | 1        | 3     |
| Hipismo            | 4         | 1        | 5     |
| Judô               | 6         | 7        | 13    |
| Lutas              | 1         | 1        | 2     |
| Natação            | 22        | 18       | 40    |
| Natação artística  | 0         | 9        | 9     |
| Pentatlo moderno   | 2         | 2        | 4     |
| Polo aquático      | 13        | 13       | 26    |
| Remo               | 25        | 12       | 37    |
| Saltos ornamentais | 4         | 4        | 8     |
| Skate              | 2         | 0        | 2     |
| Surfe              | 1         | 0        | 1     |
| Taekwondo          | 2         | 1        | 3     |
| Tênis              | 5         | 4        | 9     |
| Tênis de mesa      | 0         | 2        | 2     |
| Tiro               | 10        | 5        | 15    |
| Tiro com arco      | 3         | 1        | 4     |
| Triatlo            | 2         | 3        | 5     |
| Vela               | 5         | 7        | 12    |
| Voleibol           | 13        | 13       | 26    |
| Voleibol de praia  | 4         | 2        | 6     |
| Total              | 208       | 194      | 402   |